# Megan Follows
Megan Elizabeth Laura Diana Follows, född 14 mars 1968 i Toronto, är en kanadensisk skådespelare. Follows är främst känd för sin roll som Anne Shirley i den kanadensiska miniserien Anne på Grönkulla från 1985 och dess två uppföljare Anne på Grönkulla 2 (1987) och Anne på Grönkulla 3, Den fortsatta berättelsen (2000). Åren 2013-2017 spelade hon huvudrollen som Katarina av Medici i den amerikanska TV-serien Reign.
Megan Follows är dotter till den kanadensiske scenskådespelaren och regissören Ted Follows (1926-2016) och den kanadensiska skådespelaren Dawn Greenhalgh (f. 1934). Föräldrarna var gifta åren 1958–1979. Megan Follows är yngst av fyra syskon. 
Follows började i nioårsåldern spela in reklamfilmer och har därefter medverkat i en mängd filmer, tv-serier samt teaterpjäser.
Megan Follows har bland annat spelat rollen som Anne Shirley i miniserien Anne på Grönkulla (i regi av Kevin Sullivan). Serien är baserad på boken med samma namn av Lucy Maud Montgomery. För sin prestation i serien vann hon Aftonbladets pris till bästa utländska kvinnliga huvudroll 1989.
1991 gifte sig Follows med fotografen Christopher Porter, de skilde sig 1996. De har två barn, en dotter född 1991 och en son född 1994.

## Filmografi i urval
- 1982 – Vem frågar Jen?
- 1984 – En flicka i hockeylaget (TV-film)
- 1985 – Silver Bullet
- 1985 – Anne på Grönkulla (TV-serie)
- 1987 – Anne på Grönkulla 2 (TV-serie)
- 1988 – Ödets vindar
- 1989 – Champagnekungen  (TV-serie)
- 1990 – Nötknäpparen och muskungen (röst)
- 1993 – The Hidden Room (TV-serie)
- 1993–1994 – Den andra chansen (TV-serie)
- 1995 – Mord och inga visor (TV-serie)
- 2000 – Anne på Grönkulla 3, Den fortsatta berättelsen
- 2000 – I lagens namn (TV-serie)
- 2000 – Firman (TV-serie)
- 2001 – Cityakuten (TV-serie)
- 2001 – Arkiv X (TV-serie)
- 2004 – CSI: Crime Scene Investigation (TV-serie)
- 2005 – CSI: Miami (TV-serie)
- 2005 – Shania: A life in eight albums (TV-film)
- 2005 – Kalla spår (TV-serie)
- 2006 – Jordan, rättsläkare (TV-serie)
- 2011 – House (TV-serie)
- 2012 – En värld utan slut (TV-serie)
- 2013–2017 – Reign (TV-serie)